# Encheloclarias baculum
Encheloclarias baculum är en fiskart som beskrevs av Ng och Lim, 1993. Encheloclarias baculum ingår i släktet Encheloclarias och familjen Clariidae. Inga underarter finns listade i Catalogue of Life.